# 大楽絢太
大楽 絢太（だいらく けんた）は、日本のライトノベル作家。2005年第17回ファンタジア長編小説大賞に『七人の武器屋 新装開店・エクス・ガリバー』で佳作を受賞。『七人の武器屋 レジェンド・オブ・ビギナーズ!』として2005年9月に富士見ファンタジア文庫から出版されデビューを果たす。以後、2008年までに『七人の武器屋』シリーズを9巻上梓する。
文筆業の傍らNSC東京校15期生であり、『にらたま』というコンビを組んでいる。相方が過去に田舎に泊まろう!に出演したことがあり、「田舎に泊まろう!　スペシャル　2010年ちょっと気になる田舎へ」の再開スペシャルへの出演のオファーが来たため、相方のおまけとしてTV出演を果たしたことがある。

## 作品
小説
七人の武器屋（富士見ファンタジア文庫、2005年 - 2008年）
イラスト：今野隼史
- 七人の武器屋 レジェンド・オブ・ビギナーズ!
- 七人の武器屋 結婚式をプロデュース!
- 七人の武器屋 天下一武器屋祭からの招待状!
- 七人の武器屋 激突!武器屋VS武器屋!!
- 七人の武器屋 戸惑いのリニューアル・デイズ!
- 七人の武器屋 ラストスパート・ビギナーズ!
- 七人の武器屋 ノース・エンデ・クライシス!
- 七人の武器屋 飛べ!エクス・ガリバーズ!!
- 七人の武器屋 エクス・ガリバー・エヴォリューション!

テツワンレイダー（富士見ファンタジア文庫、2009年 - 2011年）
イラスト：桜沢いづみ
- テツワンレイダー 1
- テツワンレイダー 2
- テツワンレイダー 3
- テツワンレイダー 4
- テツワンレイダー 5

BIG-4（富士見ファンタジア文庫、2011年 - 2013年）
イラスト：ワダアルコ
- BIG‐4 1.ぼくの名前は山田。目覚めたら四天王になってました。
- BIG‐4 2.ククク……ついに勇者が現れたか。ってぼくの妹じゃねーか!?
- BIG‐4 3.四天王選手権? 勝てるわけないだろ、ぼくはただの人間だぞ!?
- BIG‐4 4.続・四天王選手権! くそ、たまには、ぼくもちょっと本気出すか! ?
- BIG‐4 5.ぼくの名前は山田。気づいたら四天王が好きになっていました。

ここは異世界コンビニ デモン・イレブン（富士見ファンタジア文庫、2015年 - 2016年）
イラスト：今野隼史 
1. お客様、回復魔法をかけながらの立ち読みはご遠慮下さい!
2. 盗賊のお客様、店員の目の前で万引きはおやめ下さい!
3. お客様、当店は伝説のコンビニを目指すことになりました!

王立遊び人学校の優等生（富士見ファンタジア文庫、2018年 - ）
イラスト：イセ川ヤスタカ
- 王立遊び人学校の優等生 最高の遊び人ってのはモンスターに好かれちまうんだ

異世界ドロンジョの野望（KADOKAWA、2023年）
イラスト：みやま零、原作・監修：タツノコプロ

短編
- 「誕生日は告白日和」 - イラスト：とりしも、『ファンタジアバトルロイヤル2007SPRING ドラゴンマガジン5月号増刊』 （富士見書房）掲載
- 「勇者パーティーに加入してからオレが一度も一軍登録されない件について〜二軍勇者アッシュの憂鬱〜」 -  『ドラゴンマガジン2014年3月号付録 ドラゴンカップ（龍皇杯）』（富士見書房）掲載

コラム
- 大楽絢太の死ぬ気で萌えます!!（『ドラゴンマガジン』2011年7月号〜2022年9月号（富士見書房））

原作
コミックス
- 『七人の武器屋 1/7』（作画：今野隼史、ドラゴンエイジピュア掲載、角川コミックスドラゴンJr.全1巻）